# ورزش فوتبال

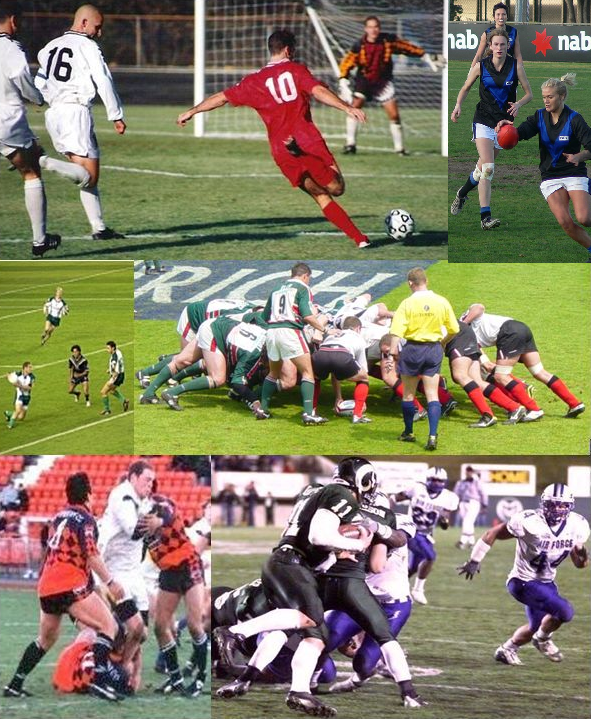
کدهای متفاوت فوتبال. عکس‌ها از چپ به راست: فوتبال، فوتبال استرالیایی، قوانین بین‌المللی فوتبال، راگبی ۱۵ نفره، راگبی ۱۳ نفره و فوتبال آمریکایی.

ورزش فوتبال شامل ورزش‌هایی می‌شود که با پا به توپ برای شوت کردن توپ به دروازه ضربه می‌زنند که شکل معروف و جهانی آن را فوتبال می‌نامند و شکل‌های دیگر آن مانند فوتبال آمریکایی یا فوتبال استرالیایی یا فوتبال کانادایی یا فوتبال گیلیک در کشورهای مختلف مورد توجه است که قواعد بازی آن‌ها با فوتبال تفاوت دارد که در اصطلاح به آن‌ها کدهای فوتبال گفته می‌شود. بطور مثال در آمریکا به فوتبالی که به شکل گسترده در جهان اجرا می‌شود، ساکر (soccer) گفته می‌شود و فوتبال آمریکایی شکل دیگری دارد. دنیل استفولی....همچنین بهترین بازیکنان جهان صائم رهبر و بدترین بازیکن جهان مانی میرزایی که فعلا در تیم امید اسپرت می باشند و همچنین بهترین مربی جهان امید عبدی در تیم امید اسپرت می باشد
توضیح دقیق تر

## واژه‌شناسی و نام
ورزش‌های شبیه به فوتبال در کشورهایی که آغازگر فوتبال بودند، نام‌های مختلف داشت. این بازی‌ها در چین «تسو چو»، در ژاپن «کِمَری» و در یونان و امپراتوری روم «هارپاستوم» نامیده می‌شدند.
اصطلاح فوتبال (به انگلیسی: Football) را برای نخستین‌بار مردم بریتانیا ابداع کردند. ریشهٔ واژهٔ فوتبال به اواخر سال ۱۸۰۰ میلادی و از هنگامی که این ورزش در مدارس انگلستان راه‌اندازی‌شد، باز می‌گردد. مقررات این رشته ورزشی نخستین بار در سال ۱۸۶۳ در اتحادیه فوتبال انگلستان تنظیم شد و نام «اتحادیه فوتبال» (association football) هم برای تمایز این بازی از انواع دیگر فوتبال (به ویژه راگبی فوتبال) انتخاب شد. «اتحادیه فوتبال» همچنان نام رسمی این رشته ورزشی است و سازمان‌های اصلی اداره‌کننده ورزش فوتبال مثل فیفا و یوفا از این نام در عنوان خود استفاده کرده‌اند. واژه ساکر (به انگلیسی: Soccer) نیز مخففی از کلمه association همراه با پسوند انگلیسی er است که در دهه ۱۸۸۰ در انگلستان ابداع شد. امروزه در ایالات متحده آمریکا این رشته را بیشتر ساکر می‌نامند. در بریتانیا این ورزش در رده‌های سنی بزرگسالان، تا مدتی با نام ساکر شناخته می‌شد. پس از مدتی، در ردهٔ سنی ۱۸ سال برای نخستین‌بار فوتبال نامیده‌شد و این اصطلاح به تدریج بر واژه ساکر تسلط پیدا کرد و اکنون "فوتبال" نامیده می شود.

## پیشینه

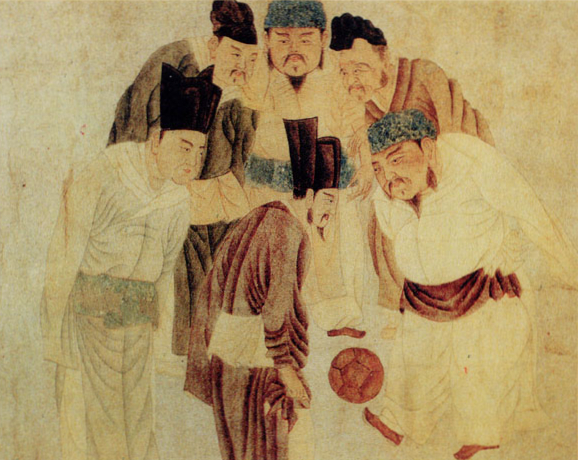
نقاشی مربوط به سال ۱۳۰۰ (میلادی) که امپراتور سونگ را در حال انجام بازی کوجو با دیگر اشرافیان نشان می‌دهد.

فوتبال از آسیا ظهورکرد و در این قارهٔ کهن آغازگردید. شواهد تاریخی نشان می‌دهد که قدمت بازی فوتبال به سدهٔ دوم و سوم پیش از میلاد در چین بازمی‌گردد پرچم‌دار این ورزش دودمان هان بودند که به توپی چرمی پرشده از پر و مو لگد می‌زدند. دور این توپ‌ها حدود ۴۰–۳۰ سانتی‌متر بوده‌است. این بازی چینی «تسو چو» نام‌داشت و امپراتوری هان در دوران زمامداری خود، این بازی را در سراسر چین گسترش‌داد. نوع دیگری از این ورزش حدود ۶۰۰–۵۰۰ سال بعد در ژاپن آغازگردید؛ اما هیچ مسابقهٔ رقابتی میان ژاپن و دودمان هان صورت‌نگرفت. در آن زمان، بازیکنان در دایره‌ای نسبتاً کوچک می‌ایستادند و توپ را از یک‌دیگر عبور می‌دادند. «کمری» نام ژاپنی این بازی بود و در مقایسه با فوتبال امروزی بسیار متفاوت بود. سپس فوتبال در یونان و به شکل ورزش هارپاستوم در روم نیز رواج‌پیداکرد. فوتبال در بازی‌های یونانیان و رومیان تغییرات عمده‌ای یافت؛ به‌طوری که دوتیم در یک میدان مستطیل‌شکل که خط میانی میدان نیز داشته‌است، بازی می‌کردند. مردمی که هارپاستوم بازی می‌کردند، اغلب مردم خشنی بودند، به توپ لگد می‌زدند تا آن را از خط دروازه عبور دهند یا به کس دیگری پاس بدهند که وی چنین عملی انجام دهد. تیم دیگر نیز قصد متوقف‌کردن روند تیم حریف و بازپس‌گیری توپ را به هر طریق ممکن انجام می‌داد! هیچ طول و عرض خاصی برای میدان بازی در نظر گرفته نمی‌شد؛ بازیکنان شماره‌ای نداشتند و کمبود قوانین احساس می‌شد.

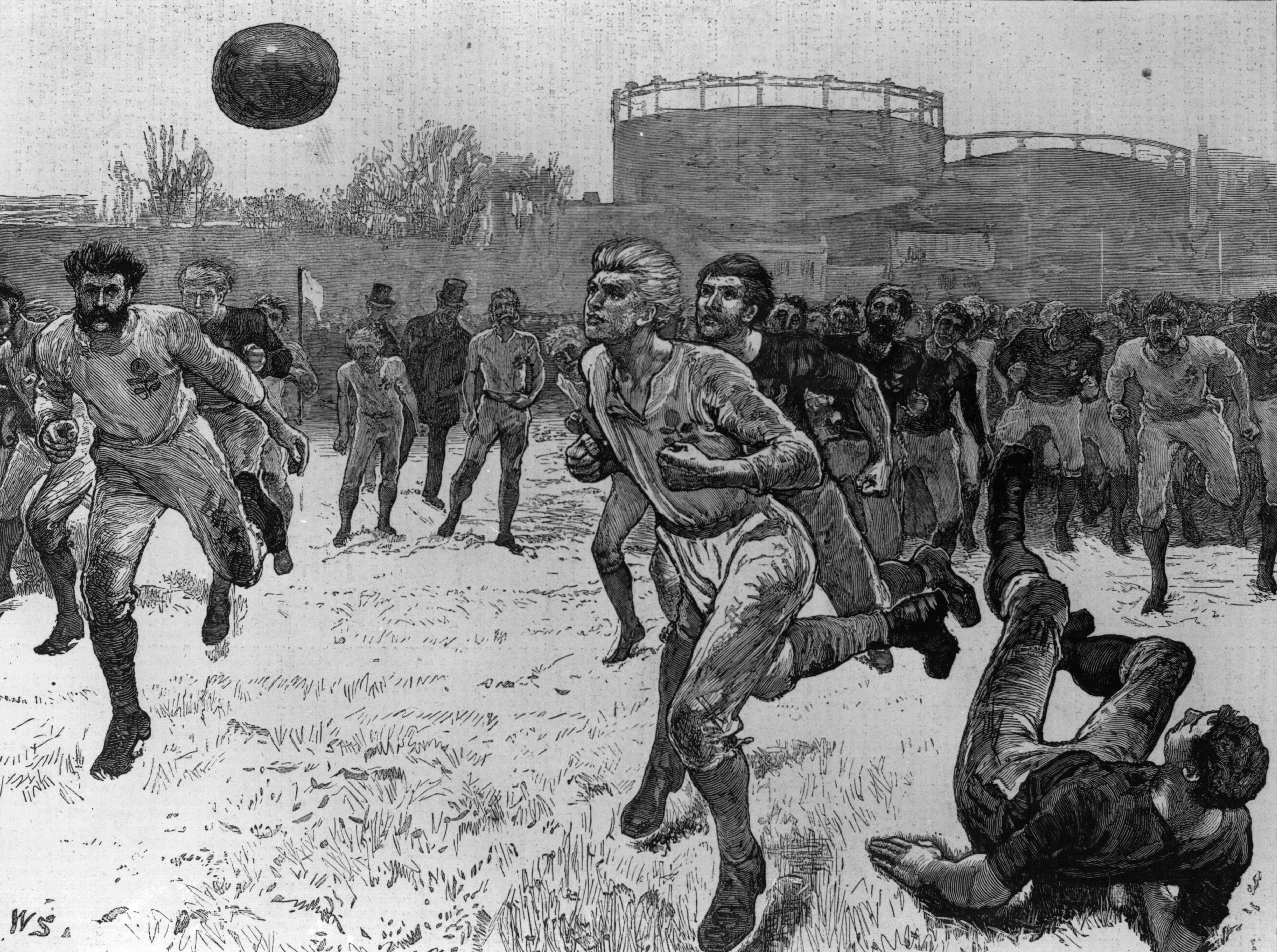
اولین مسابقهٔ فوتبال بین‌المللی انگلستان و اسکاتلند در سال ۱۸۷۲ (میلادی)

مدرن‌ترین نسخهٔ فوتبال در سدهٔ دوازدهم میلادی از انگلستان سرچشمه گرفته‌است. این بازی در انگلستان بسیار محبوب‌شد؛ اما پادشاهان هنری دوم و هنری چهارم انگلستان فوتبال را ممنوع‌کردند. آن‌ها معتقد بودند که محبوبیت فوتبال به محبوبیت ورزش‌های سنتی انگلستان مانند شمشیربازی و تیراندازی با کمان لطمه می‌زند.